# Christoph Sigismund Grüner
Christoph Sigismund Grüner (geboren am 20. Januar 1757 in Kynau in Schlesien; gestorben am 17. Dezember 1808 in Wien) war ein deutscher Schauspieler und Schriftsteller.

## Leben
Grüner war der Sohn eines Forstmeisters. Er studierte in Halle und Jena, ging aber bald als Schauspieler ans Theater und war 1775 Mitglied der Wäserschen Truppe in Posen. Ab 1782 oder 1783 war er Mitglied der Schuchschen Gesellschaft, ging 1795 an das neuerrichtete Theater in Reval, kehrte aber 1797 nach dessen Scheitern zu Schuch zurück. 1799 spielte er in Breslau und 1804 war er Regisseur in Düsseldorf, danach lebte er in Danzig. 
Grüner war über viele Jahre der Hausdichter der Schuchschen Gesellschaft und verfasste eine Reihe von Bühnenstücken. Darüber hinaus war er ein sehr produktiver Autor von Unterhaltungsromanen.
Außerdem publizierte Grüner meist anonym theaterreformatorische Schriften, unter anderem im Teutschen Merkur, in denen er sich für eine bessere Ausbildung und soziale Absicherung von Schauspielern aussprach. Seine Erfahrungen des Lebens sind eine Sammlung von Ratschlägen zur gesunden Lebensführung in der Tradition aufklärerischer Diätetik.
Bemerkenswert sind die in seinen Unterhaltungsromanen entworfenen Frauenfiguren. Grüner gestaltet etwa in der Henriette von Detten und deren Fortsetzungen galante, auf staatliche Durchsetzung sozialreformerischer Ideen und die Durchsetzung der eigenen Rechte und der ihrer Kinder bedachte Heldinnen – auch als ein Gegenstück zu den moralischen, häuslich-duldsamen Frauenfiguren etwa bei Christiane Sophie Ludwig oder Wilhelmine Karoline von Wobeser. Unter Bezugnahme auf das antike Hetärenmodell wird ein weibliches Bildungsideal entworfen, zu dem neben der Ausbildung intellektueller Fähigkeiten eine als lehr- und lernbar gedachte, die „rohe Sinnlichkeit“ veredelnde „Liebeskunst“ gehört, welche die Treue des Partners garantieren soll. Er schreibt im Vorwort der Henriette von Detten über die Hetären und die deutschen Frauen:

„Sie gaben den kleinsten Genuß mit Seele, sie gehörten Allen an, die der feinen Art des Genusses Geschmack abzugewinnen verstanden, sie wurden also gleichsam zu dem Geschäft erzogen, das keine Beschimpfung und kein Vorurtheil begleitete; denn schon Solon ertheilte ihnen das Bürgerrecht, während die Aufklärung und der Geist des Zeitalters forderte, daß sie gebildet und geitsreich seyn mußten!
Daß auch in der Organisation der deutschen Weiblichkeit jene Griechheit liegt – das wollt ich sagen und beschreiben; auch deutsche Mädchen, das heißt, gut erzogene, bestreuen gern den Boden mit Blumen, auf dem sie ihr eigenes Lager ahnen!“

## Werke
- Der Irrthum oder Wilhelminens Geschichte. Deutsches Trauerspiel in drey Aufzügen. Danzig 1783, Digitalisat.
- Franz von Alm und seine Kinder. Kein Roman. Berlin 1783.
- Prellerei über Prellerei oder hierin bespiegelt Euch. Ein deutsches Familien-Gemälde in drei Aufzügen. Riga & Königsberg 1789.
- (mit Christian August Vulpius) Theatralische Reisen. 2 Bde. Weißenfels & Leipzig 1789 f.
- Reisen im Vaterlande. Königsberg 1794 f.
- Erfahrungen des Lebens oder das Geheimniß sich ohne Universal-Arzneien Charlatane und Wunder-Männer, natürliche und teuflische Magie gesund an Leib und Seele zu erhalten. Herausgegeben von einem Laien. 2 Teile. Danzig 1793. 2. Aufl. 3 Teile 1794 f.
- Der Märterer [sic!] der Wahrheit. Eine characteristisch-romantische Geschichte, satirisch, politisch und historisch gezeichnet. 2 Teile, Danzig 1795, Digitalisat.
- Elise Schubitz oder Abentheuer und Erfahrungen einer deutschen Buhlerin. Berlin & Leipzig 1796.
- Die Laterne bei Tage. Ein Buch zum Nutzen und Vergnügen für jedermann. Danzig 1797, Digitalisat.
- Dialogisirte Gemälde, daramtisch gezeichnet. Danzig 1797.
- Weder Journal noch Roman. Eine Zeitschrift. 4 Hefte. Königsberg & Leipzig 1798–1800.
- Fridolin der Gaukler, weiland theatralischer Kreuzfahrer, Emigré, politischer Revolutionär, Märtyrer des Geschmacks. 2 Bde.  Mainz & Hamburg 1800, Bd. 1, 2.
- Die Laterne bei Abend oder Sammlung von Geschichten und Erzählungen zur Unterhaltung in den Abendstunden. Ein Buch zum Nutzen und Vergnügen für Jedermann. Danzig 1800, Digitalisat.
- Der Weltbürger oder die Aufgeklärten. Eine kosmopolitisch romantische Geschichte ausgestellt als karactristisches Gegenstück zum Märtirer der Wahrheit. Danzig 1800, Digitalisat.
- Fragmente über Schauspielwesen, Darstellung und Kritik. Danzig 1801.
- Das Gelübde. Ein heroisches Schauspiel in vier Aufzügen. Mannheim 1803.
- Satirisch-kritische Requisitionen. Stuttgart 1803.
- Apollonia oder die Räuber der Gebürge. Nach französischen Quellen frei bearbeitet. Frankfurt am Main 1803.
- Henriette von Detten Gräfinn von und zu I*** genannt Jettchen Schönthal, die schönste und merkwürdigste Buhlerinn ihrer Zeit. Ein Beitrag zum Archiv der Liebe, des Genußes und der Weiblichkeit. 2 Bde. Köln 1803 f., Bd. 1, 2.
- Alexandrine Gräfin von und zu J** die Tochter einer Buhlerinn! Eine romantische Ausstellung mit cosmopolitisch-satirisch-kritischen Farben gezeichnet. 2 Bde. Köln 1804.
- Elise oder Bekenntnisse einer Buhlerin. Ein Seitenstück zur Henriette von Detten, vielleicht auch zu den Elisen, wie sie sein sollten. Köln 1804.
- Das Mädchen der Neigung. Schauspiel. Köln 1805.
- Michel Mort der Kreuznacher. Eine romantische Ausstellung aus der vaterländischen Geschichte mit historischen Farben gezeichnet. Leipzig 1805, Digitalisat.
- Gebhard. Churfürst von Cöln und seine schöne Agnes. Ursache und Veranlassung des gestörten Religionsfriedens, der Union und des dreissigjährigen Krieges. Eine historisch-romantische Ausstellung. 2 Bde. Roman. Königsberg 1806. (Digitalisat)
- Geschichte der Belagerung und Einnahme von Danzig 1807. Mit dem Portrait des Grafen von Kalkreuth und einem Plan von Danzig Belagerung. Danzig 1808, Digitalisat.
- Schröpf-Köpfe ziehen nur wo sie angebracht sind. 1814, Digitalisat.